# 교환 경제
교환 경제(영어: Exchange economy)는 미시경제학 연구에서 여러 행위자 간의 상호작용을 설명하는 데 사용되는 기술 용어이다. 시장에서 행위자는 교환의 주체이며 상품은 교환의 객체이다. 각 행위자는 자신의 초기 부존 자원을 가져오며, 가격 체계를 기반으로 서로 상품을 교환할 수 있다. 두 가지 유형의 교환 경제가 연구된다.
- 순수 교환 경제에서는 모든 행위자가 소비자이며 생산은 없고, 모든 행위자는 초기 부존 자원을 교환할 수만 있다. 일상적인 연구에서는 많은 수의 소비자와 상품으로 인해 발생하는 연구의 어려움을 피하기 위해 일반적으로 두 소비자 및 두 상품의 간단한 거래 조건이 가정된다.[1]
- 대조적으로 생산이 있는 교환 경제에서는 일부 또는 모든 행위자가 새로운 상품을 생산할 수도 있는 기업이다.[2]:313

교환 경제에 관한 주요 흥미로운 질문은 경제가 경쟁 균형에 도달하는지 여부와 시점이다. 교환 및 분배 효율성이 관련된다.

## 순수 교환 경제
- 순수 교환 경제는 교환 경제에서 가장 단순한 형태의 교환이다. 각 소비자가 교환에 사용할 수 있는 특정 양의 초기 자원(부존 자원)을 가지고 있으며, 모든 소비자가 자신만의 선호를 가지고 있다고 가정한다. 가격이 주어지거나 안정적일 때, 파레토 최적 배분을 찾을 수 있다.[3][4]

## 생산 교환 경제
- 생산 교환 경제에서는 소비자들이 시장이 제시한 가격을 받아들이고 자발적으로 교환하여 최적의 분배를 달성한다고 가정한다.[5]

## 정보
- 정보는 교환 경제에서 특정 가치를 가진다. 시장이 충분한 정보를 제공할 때 소비자들은 더 교환할 가능성이 높다.[6] 그러나 정보 공개는 순수 교환 경제와 생산 교환 경제에서 다른 역할을 한다. 순수 교환 경제에서 정보 공개는 소비자들이 위험 평가를 수행하는 데 도움을 줄 수 있다. 생산 교환 경제에서 정보 공개는 소비자들이 자산 배분을 최적화하는 데 도움을 줄 수 있다.[7]

## 같이 보기
- 시장 경제
- 물물교환
- 파레토 최적
- 에지워스 박스
- 왈라스 균형
- 후생경제학